# Grand Prix Nizozemska 1961
Grand Prix Nizozemska 1961 (oficiálně X Grote Prijs van Nederland) se jela na okruhu Circuit Zandvoort v Zandvoortu v Nizozemsku dne 22. května 1961. Závod byl druhým v pořadí v sezóně 1961 šampionátu Formule 1.

## Kvalifikace
| Poř. | No. | Jezdec                  | Konstruktér   | Čas    | Ztráta |
| ---- | --- | ----------------------- | ------------- | ------ | ------ |
| 1    | 1   | Phil Hill               | Ferrari       | 1:35.7 | —      |
| 2    | 3   | Wolfgang von Trips      | Ferrari       | 1:35.7 | —      |
| 3    | 2   | Richie Ginther          | Ferrari       | 1:35.9 | +0.2   |
| 4    | 14  | Stirling Moss           | Lotus-Climax  | 1:36.1 | +0.4   |
| 5    | 4   | Graham Hill             | BRM-Climax    | 1:36.3 | +0.6   |
| 6    | 7   | Dan Gurney              | Porsche       | 1:36.4 | +0.7   |
| 7    | 10  | Jack Brabham            | Cooper-Climax | 1:36.6 | +0.9   |
| 8    | 5   | Tony Brooks             | BRM-Climax    | 1:36.8 | +1.1   |
| 9    | 12  | John Surtees            | Cooper-Climax | 1:36.8 | +1.1   |
| 10   | 17  | Masten Gregory          | Cooper-Climax | 1:36.8 | +1.1   |
| 11   | 15  | Jim Clark               | Lotus-Climax  | 1:36.9 | +1.2   |
| 12   | 6   | Jo Bonnier              | Porsche       | 1:37.1 | +1.4   |
| 13   | 9   | Hans Herrmann           | Porsche       | 1:38.0 | +2.3   |
| 14   | 18  | Ian Burgess             | Lotus-Climax  | 1:38.0 | +2.3   |
| 15   | 11  | Bruce McLaren           | Cooper-Climax | 1:38.2 | +2.5   |
| 16   | 16  | Trevor Taylor           | Lotus-Climax  | 1:39.5 | +3.8   |
| 17   | 8   | Carel Godin de Beaufort | Porsche       | 1:39.8 | +4.1   |

## Závod
| Poř.   | No. | Jezdec                  | Konstruktér   | Počet kol | Čas/Odstoupení | Pořadí na startu | Body |
| ------ | --- | ----------------------- | ------------- | --------- | -------------- | ---------------- | ---- |
| 1      | 3   | Wolfgang von Trips      | Ferrari       | 75        | 2:01:52.1      | 2                | 9    |
| 2      | 1   | Phil Hill               | Ferrari       | 75        | +0.9           | 1                | 6    |
| 3      | 15  | Jim Clark               | Lotus-Climax  | 75        | +13.1          | 10               | 4    |
| 4      | 14  | Stirling Moss           | Lotus-Climax  | 75        | +22.2          | 4                | 3    |
| 5      | 2   | Richie Ginther          | Ferrari       | 75        | +22.3          | 3                | 2    |
| 6      | 10  | Jack Brabham            | Cooper-Climax | 75        | +1:20.1        | 7                | 1    |
| 7      | 12  | John Surtees            | Cooper-Climax | 75        | +1:26.7        | 9                |      |
| 8      | 4   | Graham Hill             | BRM-Climax    | 75        | +1:29.8        | 5                |      |
| 9      | 5   | Tony Brooks             | BRM-Climax    | 74        | +1 kolo        | 8                |      |
| 10     | 7   | Dan Gurney              | Porsche       | 74        | +1 kolo        | 6                |      |
| 11     | 6   | Jo Bonnier              | Porsche       | 73        | +2 kola        | 11               |      |
| 12     | 11  | Bruce McLaren           | Cooper-Climax | 73        | +2 kola        | 13               |      |
| 13     | 16  | Trevor Taylor           | Lotus-Climax  | 73        | +2 kola        | 14               |      |
| 14     | 8   | Carel Godin de Beaufort | Porsche       | 72        | +3 kola        | 15               |      |
| 15     | 9   | Hans Herrmann           | Porsche       | 72        | +3 kola        | 12               |      |
| DNS    | 17  | Masten Gregory          | Cooper-Climax |           | Nestartoval    |                  |      |
| DNS    | 18  | Ian Burgess             | Lotus-Climax  |           | Nestartoval    |                  |      |
| Zdroj: |     |                         |               |           |                |                  |      |

## Průběžné pořadí po závodě
Pohár jezdců
|        | Pořadí | Jezdec             | Body |
| ------ | ------ | ------------------ | ---- |
|        | 1      | Stirling Moss      | 12   |
| 2      | 2      | Wolfgang von Trips | 12   |
|        | 3      | Phil Hill          | 10   |
| 2      | 4      | Richie Ginther     | 8    |
| 5      | 5      | Jim Clark          | 4    |
| Zdroj: |        |                    |      |

Pohár konstruktérů
|        | Pořadí | Konstruktér   | Body |
| ------ | ------ | ------------- | ---- |
| 1      | 1      | Ferrari       | 14   |
| 1      | 2      | Lotus-Climax  | 12   |
|        | 3      | Porsche       | 2    |
|        | 4      | Cooper-Climax | 2    |
| Zdroj: |        |               |      |